# Cyarda capys
Cyarda capys är en insektsart som beskrevs av Ronald Gordon Fennah 1971. Cyarda capys ingår i släktet Cyarda och familjen Flatidae. Utöver nominatformen finns också underarten C. c. periphas.